# Scleratoscopia spinosa
Scleratoscopia spinosa är en insektsart som beskrevs av Nicholas David Jago 1990. Scleratoscopia spinosa ingår i släktet Scleratoscopia och familjen Proscopiidae. Inga underarter finns listade i Catalogue of Life.